# Eustenancistrocerus lufirae
Eustenancistrocerus lufirae är en stekelart som beskrevs av Edmund Meade-Waldo 1915.
Eustenancistrocerus lufirae ingår i släktet Eustenancistrocerus och familjen Eumenidae. Inga underarter finns listade i Catalogue of Life.